# (781) Kartvelia
(781) Kartvelia – planetoida należąca do zewnętrznej części pasa głównego asteroid okrążająca Słońce w ciągu 5 lat i 288 dni w średniej odległości 3,22 au. Została odkryta 25 stycznia 1914 roku w Obserwatorium Simejiz na górze Koszka na Półwyspie Krymskim przez Grigorija Nieujmina. Nazwa pochodzi od gruzińskiej nazwy Gruzinów. Przed nadaniem nazwy planetoida nosiła oznaczenie tymczasowe (781) 1914 UF.